# Arne Nordheim

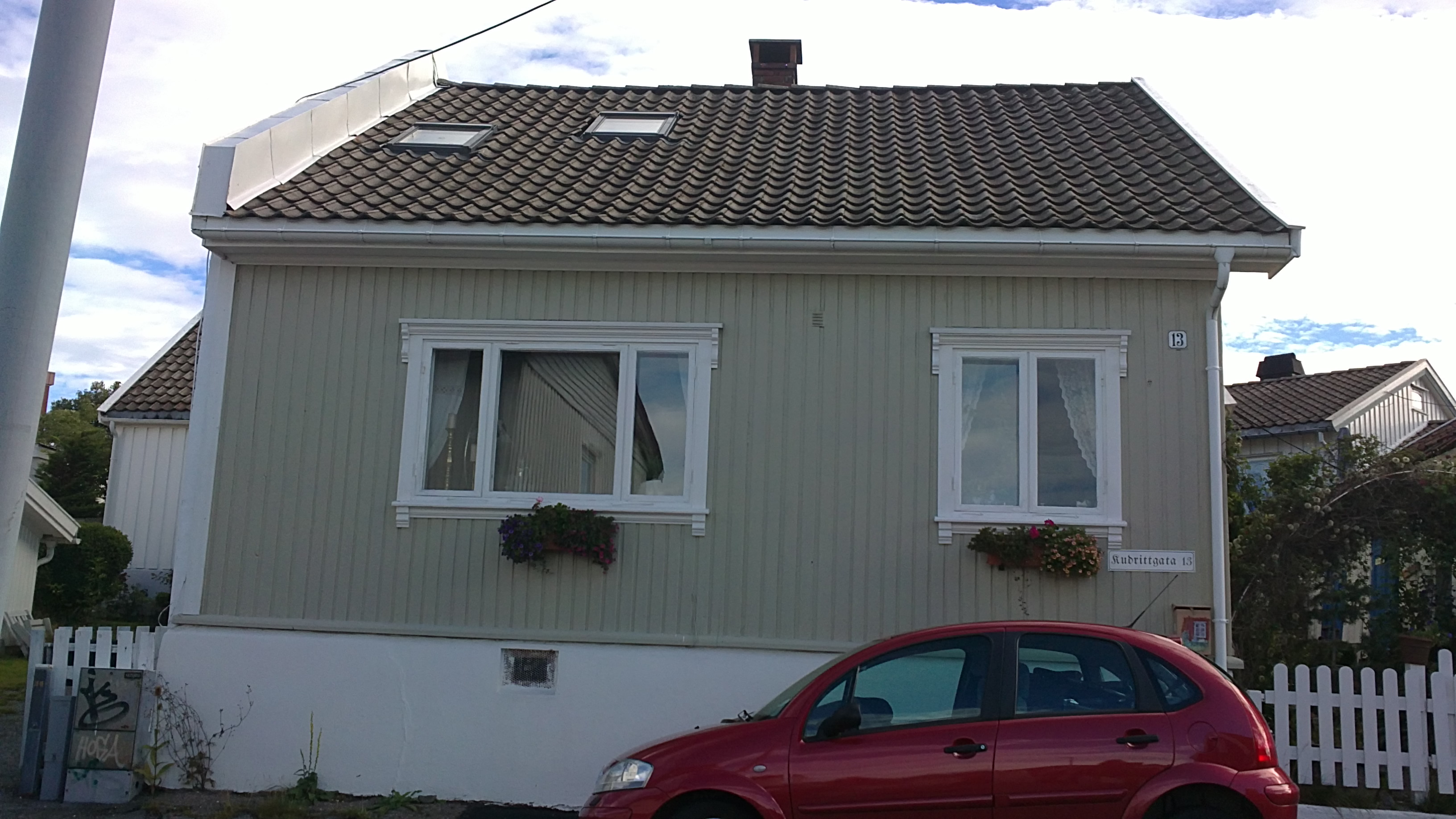
Øvre Jegersborggate 13 : Maison d'enfance d'Arne Nordheim.

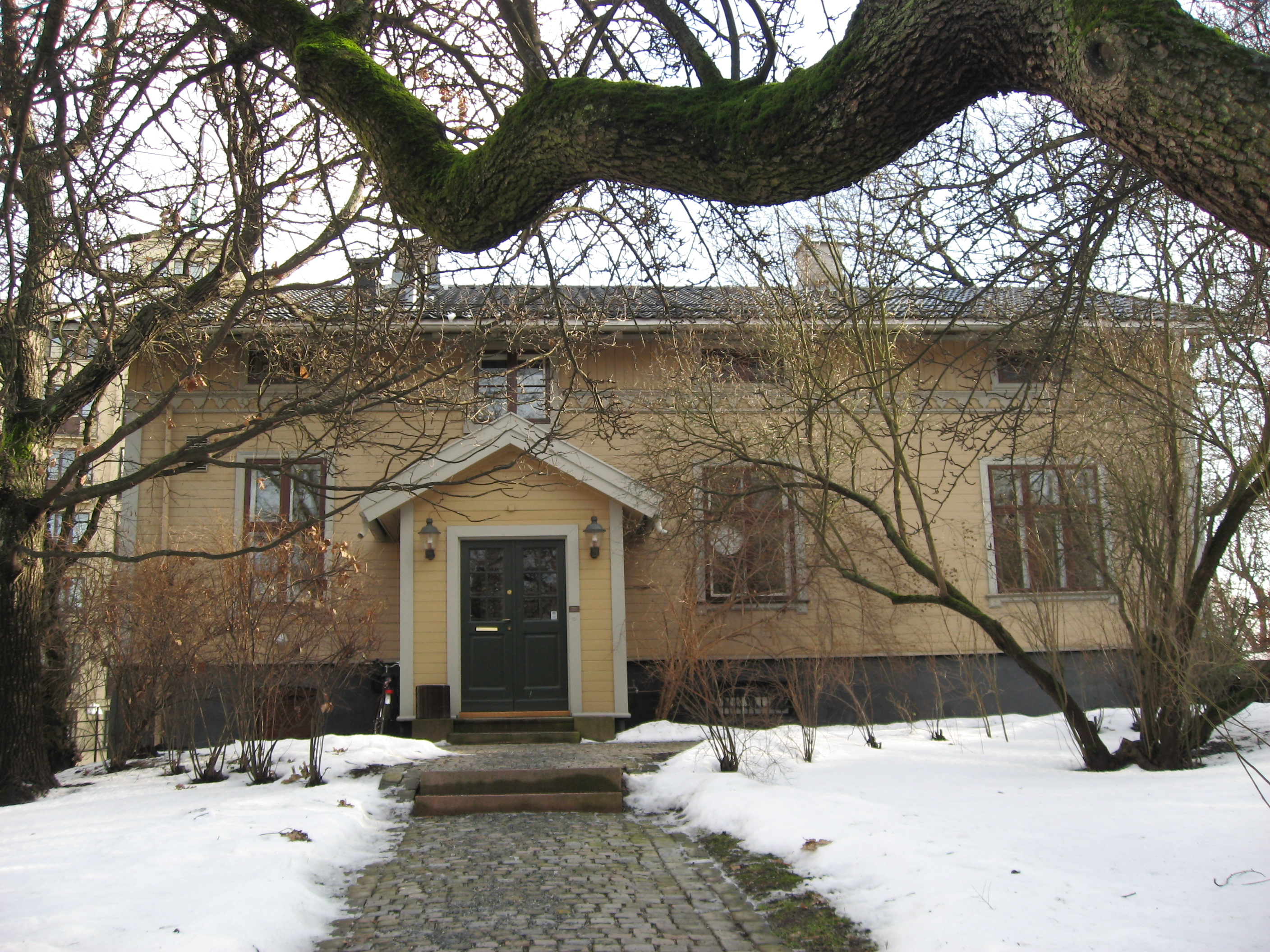
Grotten, où a vécu Arne Nordheim à partir de 1982.

Arne Nordheim, né le 20 juin 1931 à Larvik et mort le 5 juin 2010 à Oslo, est un compositeur norvégien.

## Biographie
À partir de 1982, il a vécu dans la résidence d'honneur de l'État norvégien, Grotten (en), située près du Palais royal, à Oslo.
Il est mort à l'âge de 78 ans et a eu droit à des funérailles d'État.

## Prix et distinctions
Arne Nordheim a reçu de nombreux prix pour ses compositions.
- Élu membre honoraire de la Société internationale pour la musique contemporaine (1997)
- Commandeur de l'ordre du Mérite de la République italienne (1998)
- Commandeur de l'ordre du Mérite de la République de Pologne (1999)
- Commandeur avec étoile de l'ordre de Saint-Olaf (2004)
- Doctorat honoris causa de l'Académie norvégienne de musique (18 août 2006)

## Hommage
Est nommé en son honneur (3457) Arnenordheim, un astéroïde de la ceinture principale découvert en 1985.